# Stephenie Meyer
Stephenie Meyer (ur. 24 grudnia 1973 w Hartford) – amerykańska pisarka. Autorka powieści Intruz i cyklu Zmierzch, składającego się z czterech części.

## Życie prywatne
Stephenie Meyer urodziła się w Hartford. Jest córką Steve'a i Candy Morgan. Dorastała w mieście Phoenix, w stanie Arizona. Ma pięcioro rodzeństwa: Setha, Emily, Jacoba, Paula i Heidi. Uczęszczała do liceum Chaparral High School w Scottsdale, Arizona i na uniwersytet w Provo w stanie Utah – Uniwersytet Brighama Younga, gdzie otrzymała tytuł licencjata z języka angielskiego w 1995 roku. Swojego męża Christina (przydomek „Pancho”) spotkała, gdy dorastała w Arizonie. Pobrali się w 1994 r. Mają trzech synów: Gabe'a, Setha i Eliego. Meyer należy do Kościoła Jezusa Chrystusa Świętych w Dniach Ostatnich.
Pomysł na napisanie książki Zmierzch przyszedł jej do głowy 2 czerwca 2003 roku. Wtedy zapisała swój sen, który stał się 13. rozdziałem książki. Po napisaniu i poprawieniu powieści, podpisała umowę na trzy książki ze spółką Little, Brown and Company, na 750 tys. dolarów.
Sequel Zmierzchu, książka pt. Księżyc w nowiu, pojawiła się w księgarniach w Ameryce Północnej w sierpniu 2006 roku. Trzecia książka z serii, Zaćmienie została wydana w Stanach Zjednoczonych 7 sierpnia 2007 roku, a czwarty, czyli ostatni tom Przed świtem trafił do czytelników 2 sierpnia 2008 roku.
Stephenie jest wielką fanką zespołu Muse. Wyznała fanom, że koncert, który odbywa się w trzeciej części sagi to właśnie koncert tego zespołu i że niektórzy z głównych bohaterów są ich fanami.

## Publikacje
Pierwsza z części cyklu Zmierzch została wydana w USA w październiku 2005 roku (w Polsce 1 stycznia 2007 roku). W listopadzie Zmierzch znalazł się na piątym miejscu na liście bestsellerów New York Timesa.
Wkrótce Meyer wydała drugą część cyklu, Księżyc w nowiu, we wrześniu 2006 roku (w Polsce 1 stycznia 2007 roku). Zadebiutowała na piątej pozycji liście New York Timesa. W drugim tygodniu znalazła się na pierwszym miejscu i utrzymywała się na nim przez jedenaście tygodni. W sumie Księżyc w nowiu na liście figurował przez ponad pięćdziesiąt tygodni.
10 kwietnia 2007 roku jedno z opowiadań Stephenie znalazło się w zbiorze Bale maturalne z piekła (Prom Nights from Hell).
5 maja 2007 roku została wydana specjalna edycja Księżyca w nowiu, z dodatkowymi tatuażami, plakatem z okładką trzeciej części oraz jej pierwszym rozdziałem.
7 sierpnia 2007 roku (w Polsce 18 kwietnia 2008 roku) została wydana trzecia część Zmierzchu – Zaćmienie. Wszystkie trzy części spędziły na topliście New York Timesa aż 143 tygodnie.
6 maja 2008 roku Meyer wydała swoją drugą już powieść nie związaną ze Zmierzchem – Intruz.
31 maja 2008 roku wyszło specjalne wydanie Zaćmienia zawierające okładkę czwartej części Przed świtem i jej pierwszy rozdział oraz napisy na koszulki „Team Edward” i „Team Jacob”.
2 sierpnia 2008 roku (w Polsce 25 marca 2009 roku) wyszła czwarta część sagi – Przed świtem. W pierwszym dniu (w USA) sprzedano ok. 1,3 miliona egzemplarzy.
16 czerwca 2010 roku wyszła Drugie życie Bree Tanner, na motywach Zaćmienia

## Projekty
Meyer ma w planach napisanie drugiej części powieści Intruz – The Soul. Jeśli zdecydowałaby się na kontynuowanie serii, trzecia część miałaby tytuł: The Seeker.
Chciałaby jeszcze napisać wiele innych powieści, m.in. książkę o duchach zatytułowaną Summer House.
Stephenie zaplanowała również wydać The Twilight Saga: The Official Guide - która będzie oficjalnym przewodnikiem po wszystkich częściach Zmierzchu.
Rozpoczęła pisanie piątej części sagi Zmierzch, mającej być pierwszym tomem widzianym z perspektywy Edwarda. Na skutek wycieku do internetu dwunastu rozdziałów nieedytowanej części powieści, początkowo zawiesiła pracę nad owym projektem. Następnie jednak zdecydowała się kontynuować prace nad powieścią, nieznana jest jednak data oficjalnej publikacji. W 2020 roku pisarka poinformowała, że zakończyła prace nad piątą częścią, książką opowiedzianą z perspektywy Edwarda Cullena. Premiera książki zaplanowana została na 4 sierpnia 2020 roku.

## Kontrowersje
Pomimo ogromnej popularności wśród czytelników (oraz osobliwej euforii w Stanach Zjednoczonych), krytycy literaccy zarzucają autorce schematyczność fabuły, przerysowania, brak wyrazistych postaci i jakiejkolwiek głębi emocjonalnej oraz silnie zaakcentowany marysuizm. Szczególnie ostatni zarzut jest często powtarzany − zdarza się, że sagę Zmierzch wskazuje się jako sztandarowy przykład tego zjawiska literackiego.
Stephenie Meyer prowadzi także osobliwą kampanię reklamową swoich ulubionych zespołów muzycznych (umieszczanie utworów, czy wręcz całych dyskografii, które były inspiracją do napisania książek na stronie autorki). Twierdzi, że jej twórczość jest silnie związana z muzyką oraz dziełami literackimi takimi jak Dziwne losy Jane Eyre, Wichrowe Wzgórza, Ania z Zielonego Wzgórza, Duma i uprzedzenie, Romeo i Julia czy Sen nocy letniej.

## Publikacje

### Cykle

#### SagaZmierzch
- 2005: Zmierzch (Twilight)
- 2006: Księżyc w nowiu (New Moon)
- 2007: Zaćmienie (Eclipse)
- 2008: Przed świtem (Breaking Dawn)
- 2010: Drugie życie Bree Tanner (The Short Second Life Of Bree Tanner. An Eclipse Novella)
- 2015: Życie i śmierć: zmierzch opowiedziany na nowo (Life and death: twilight reimagined).
- 2020: Słońce w mroku (Midnight Sun[4])

### Pozostałe powieści
- 2008: Intruz (The Host)
- 2010: Drugie życie Bree Tanner (The Short Second Life Of Bree Tanner. An Eclipse Novella)
- 2016: Chemik (The Chemist)

### Opowiadania
- 2007: Piekło na Ziemi (Hell on Earth) w antologii Bale maturalne z piekła (Prom Nights From Hell)

### Inne
- 2009: The Twilight Journals
- 12 kwietnia 2011: The Twilight Saga: The Official Guide

## Adaptacja filmowa
Reżyserem pierwszej część sagi, czyli Zmierzchu (2008) została Catherine Hardwicke, scenariusz napisała Melissa Rosenberg, a dystrybucją zajął się Summit Entertainment. Główne role zagrali Kristen Stewart (jako Bella Swan) i Robert Pattinson (jako Edward Cullen). Początkowo premiera miała się odbyć 12 grudnia, lecz później została przyspieszona, przesunięta na datę premiery szóstej części Harry'ego Pottera - 21 listopada. Po premierze film wywołał istną euforię wśród amerykańskich nastolatków, choć krytycy nie zostawili na nim suchej nitki, krytykując brak wyrazistych postaci, schematyczność i przerysowanie na granicach groteski (z podobnymi zarzutami spotyka się także książka).